# Hansa Matador
Der Hansa Matador 10/50 PS ist ein Mittelklassefahrzeug der Hansa-Lloyd- und Goliath-Werke Borgward & Tecklenborg in Bremen-Hastedt. Nach einem Jahr wurde es durch die Modelle Hansa Konsul 10/50 PS und Hansa Luxus 10/50 PS ersetzt. Im selben Jahr erschienen das kleinere Modell Hansa Konsul 8/40 PS und das größere Modell Hansa Konsul 13/50 PS. Wiederum ein Jahr später ersetzte der Hansa Senator 13/65 PS alle bisherigen Modelle dieser Bauart.

## Geschichte
Carl Friedrich Wilhelm Borgward und Wilhelm Tecklenborg hatten die maroden Hansa-Werke 1930/1931 übernommen und mussten die unverkäuflichen Oberklassemodelle durch kleinere Modelle ersetzen. Borgward konstruierte moderner gestaltete Mittelklassewagen mit Vier- und Sechszylindermotoren unterschiedlicher Größe, die teilweise von den Hansa-Lloyd-Werken selbst hergestellt wurden, teilweise von Continental Motors aus den USA zugeliefert wurden.
1930 erschien der Hansa Matador, der bis 1931 gebaut und im selben Jahr durch die Modelle Konsul und Luxus ersetzt wurde. Alle drei Modelle waren mit dem Sechszylinder-Continental-Motor bestückt. Noch 1931 erschienen zwei Konsul-Modelle mit Vierzylindermotoren von Hansa-Lloyd, die bis 1932 gebaut wurden. Alle diese Modelle ersetzte der Hansa Senator, der ab 1932 mit einem Sechszylindermotor von Hansa-Lloyd angeboten wurde.
1933 endete auch die Fertigung des Hansa Senator. Von keinem der sechs Modelle wurden nennenswerte Stückzahlen verkauft. Nachfolger war der kleinere und vollkommen neu konstruierte Hansa 1700.

## Motor, Getriebe und Fahrwerk
Der in den USA ansässige Motorenhersteller Continental lieferte die Motoren der Modelle Matador, Konsul und Luxus. Es war ein Sechszylinder-Reihenmotor mit  2577 cm³ Hubraum, der 37 kW (50 PS) bei 3500–3600/min leistete. Die Bohrung war 69,5 mm bei einem Hub von 114 mm. Die seitlich stehenden Ventile wurden von einer unten liegenden, mit Stirnrädern angetriebenen Nockenwelle betätigt (SV-Ventilsteuerung).
Der Vierzylinder-Reihenmotor des Hansa Konsul 8/40 PS mit einem Hubraum von 2098 cm³ bei einer Bohrung von 75,9 mm und einem Hub von 118 mm leistete 40 PS (29 kW) bei 3000/min. Der ebenfalls vierzylindrige Motor des Modells Konsul 13/50 PS hatte einen Hubraum von 3552 cm³ (Bohrung × Hub = 94 mm × 118 mm) und leistete, wie sein Vorgänger von Continental, 50 PS (37 kW), allerdings – wie die kleinere Version – schon bei 3000/min. Auch diese Motoren hatten seitlich stehende Ventile.
Der Sechszylinder-Reihenmotor von Hansa-Lloyd, der den Hansa Senator antrieb, hatte einen Hubraum von 3300 cm³ und leistete 65 PS (48 kW) und wie die anderen Motoren dieser Baureihen seitlich stehende Ventile.
Die Höchstgeschwindigkeit der Modelle Matador, Konsul 10/50 PS, Luxus und Konsul 13/50 PS lag bei 90 km/h, während der Konsul 8/40 PS nur 80 km/h erreichte. Das Spitzenmodell Senator war bis zu 100 km/h schnell.
Die Sechszylindermodelle hatten Vierganggetriebe, die Vierzylindermodelle Dreiganggetriebe. Alle Getriebe waren unsynchronisiert mit Mittelschaltung (Knüppelschaltung). Angetrieben wurden die Hinterräder.
Lediglich das zuerst gebaute Modell Matador hatte hinten eine Pendelschwingachse mit einer Querblattfeder. Die Vorderachse des Matador und beide Achsen aller anderen Modelle waren Starrachsen, die an halbelliptischen Längsblattfedern aufgehängt waren. Bei allen Modellen wurden die Bremsen der vier Räder hydraulisch betätigt; die Handbremse wirkte auf die Kardanwelle. Die Lager und Gelenke wurden über Schmiernippel mit Fett versorgt.

## Karosserien
Alle Typen waren als viertürige Limousinen und zweitürige, zweisitzige Cabriolets erhältlich; die Türen der Viertürer waren an A- und C-Säulen angeschlagen (also die vorderen Türen vorne und die hinteren Türen hinten), die der Cabriolets waren vorne angeschlagen. Von allen Konsul-Modellen gab es zusätzlich 2+2-sitzige Cabriolets. Alle Karosserien hatten einen senkrecht stehenden Kühlergrill zwischen den einzeln stehenden Scheinwerfern, die auf einem nach oben gekrümmten Querstab vor dem Kühlergrill standen. Die vorderen Kotflügel waren schwungvoll nach hinten gezogen; sie endeten an den A-Säulen, die hinteren waren gerundet.